# Trichogrammatidae

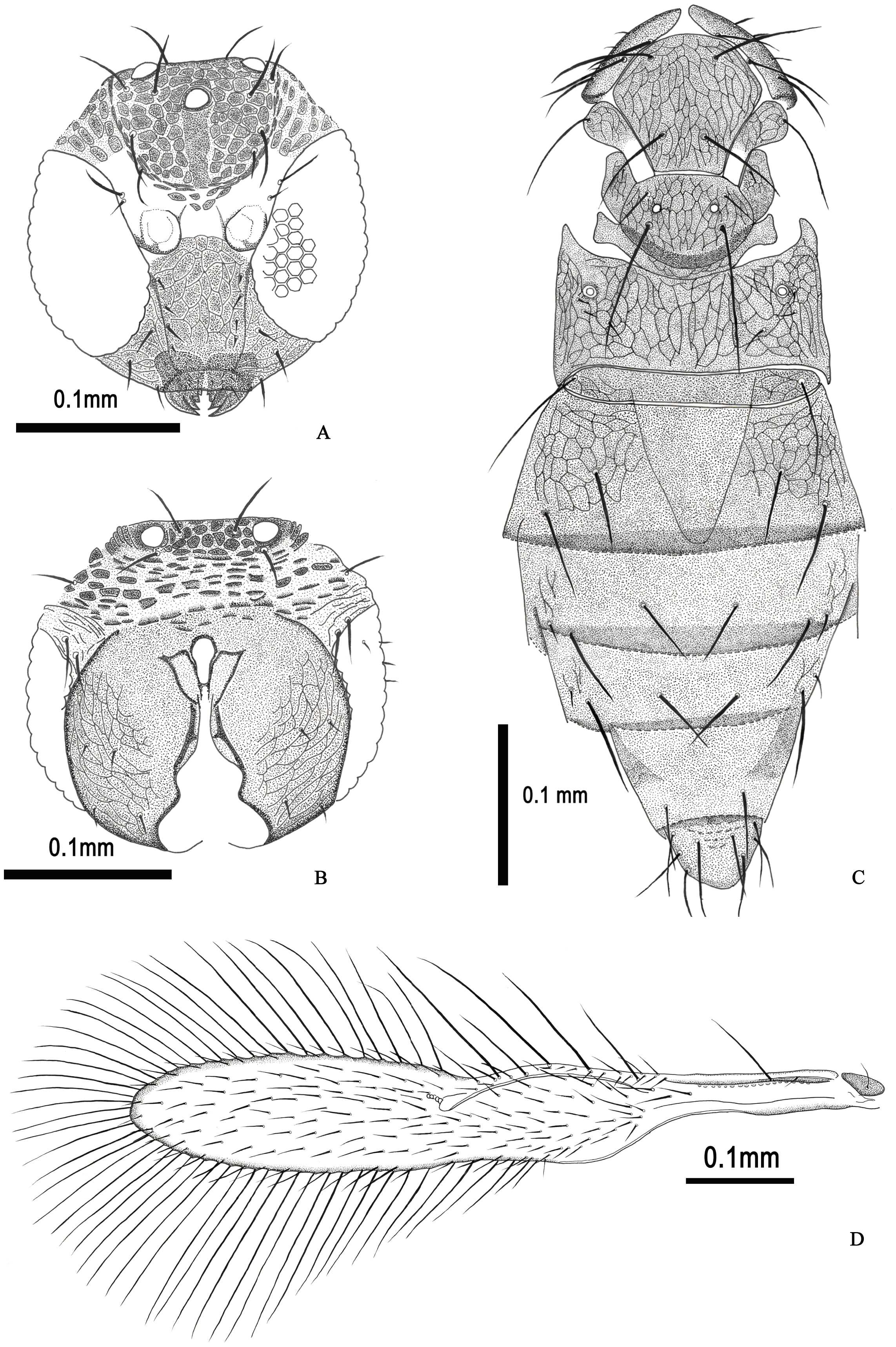
Hydrophylita emporos hembra

Trichogrammatidae es una familia de avispillas minúsculas de la familia Chalcidoidea que incluye a algunos de los insectos más pequeños del mundo. Los adultos de la mayoría de las especies no exceden 1 mm de longitud. Hay más de 840 especies en alrededor de 80 géneros. Son de distribución mundial. Los tricogramátidos son parasitoides de los huevos de diferentes órdenes de insectos. Como tales son importantes controles biológicos que atacan muchos insectos considerados plagas, por ejemplo de Lepidoptera.
No son voladores eficientes así que aprovechan la dirección del viento para desplazarse. Las alas anteriores generalmente son de tamaño reducido, con forma de remo, con un fleco de setas en el borde posterior, el cual aumenta el área durante el movimiento descendiente. Los machos de muchas especies son ápteros; nunca salen del huevo en que nacieron y se aparean con sus propias hermanas.
Los tricogramátidos tiene un sistema nervioso muy particular debido a la necesidad de ahorrar espacio. Una especie extremadamente diminuta, Megaphragma mymaripenne, contiene solo 7400 neuronas. Hasta ahora son los únicos animales conocidos que tengan neuronas funcionales carentes de núcleos.
Las neuronas se desarrollan durante el estadio de pupa con núcleos funcionales y acumulan suficientes proteínas para que les duren durante su corta vida de adultos. Antes de emerger como adultos los núcleos se destruyen, lo cual les da algo más de espacio al reducir el tamaño de las neuronas. Las neuronas pueden funcionar sin núcleos (que contienen ADN, necesario para la producción de proteínas) porque han acumulado las proteínas necesarias.

## Géneros
- Adelogramma
- Adryas
- Aphelinoidea
- Apseudogramma
- Asynacta
- Australufens
- Bloodiella
- Brachista
- Brachistagrapha
- Brachygrammatella
- Brachyia
- Brachyufens
- Burksiella
- Centrobiopsis
- Ceratogramma
- Chaetogramma
- Chaetostricha
- Chaetostrichella
- Densufens
- Doirania
- Emeria
- Enneagmus
- Epoligosita
- Epoligosita
- Eteroligosita
- Eutrichogramma
- Haeckeliania
- Hayatia
- Hispidophila
- Hydrophylita
- Ittys
- Ittysella
- Japania
- Kyuwia
- Lathromeris
- Lathromeroidea
- Lathromeromyia
- Megaphragma
- Microcaetiscus
- Mirufens
- Monorthochaeta
- Neobrachista
- Neobrachistella
- Neocentrobia
- Neocentrobiella
- Neolathromera
- Nicolavespa
- Oligosita
- Oligositoides
- Ophioneurus
- Pachamama
- Paracentrobia
- Paraittys
- Paratrichogramma
- Paruscanoidea
- Pintoa
- Poropoea
- Prestwichia
- Probrachista
- Prochaetostricha
- Prosoligosita
- Prouscana
- Pseudobrachysticha
- Pseudogrammina
- Pseudoligosita
- Pseudomirufens
- Pseuduscana
- Pterandrophysalis
- Pteranomalogramma
- Pterygogramma
- Sinepalpigramma
- Soikiella
- Szelenyia
- Thanatogramma
- Thoreauia
- Trichogramma
- Trichogrammatella
- Trichogrammatoidea
- Trichogrammatomyia
- Tumidiclava
- Tumidifemur
- Ufens
- Ufensia
- Urogramma
- Uscana
- Uscanella
- Uscanoidea
- Uscanopsis
- Viggianiella
- Xenufens
- Xenufensia
- Xiphogramma
- Zaga
- Zagella
- Zelogramma